# Paysage de La Ciotat
Paysage de La Ciotat est un tableau réalisé par le peintre français Othon Friesz en 1907. Cette huile sur toile est un paysage fauve représentant les grands rochers ronds dits Les Trois Secs, qui séparent la ville de La Ciotat de la calanque de Figuerolles. Achetée par Daniel-Henry Kahnweiler, elle fait aujourd'hui partie des collections du musée national d'Art moderne, à Paris, et se trouve en dépôt au musée des Beaux-Arts de Nancy, à Nancy.